# Samuel Linnig
Samuel Guillermo Eduardo Linnig (Montevideo, 12 de junio de 1888 - Buenos Aires, 16 de octubre de 1925) fue un dramaturgo, fotógrafo, periodista y letrista de tango uruguayo. También era conocido como Samuel Linning.
Si bien en su labor como dramaturgo no tuvo mayor fortuna, quedó en el recuerdo el sainete Delikatessen Hauss (Bar alemán), que escribió en colaboración con Alberto T. Weisbach porque en él se estrenó su tango más famoso: Milonguita. Linnig hizo crítica de arte en la revista Nosotros y a él se debe también la letra de los conocidos tangos Melenita de oro y Campana de plata.

## Primeros años
Era hijo de Samuel Linnig, de nacionalidad belga, y de María Mintegueaga, española y nació en la calle Queguay 1323 (hoy Paraguay) de Montevideo. Su padre fue comerciante y amanuense del caudillo uruguayo Aparicio Saravia. Linning se radicó en Buenos Aires en su adolescencia y cursó el bachillerato en el Colegio Central de Buenos Aires. 

## Sus comienzos en el periodismo
En 1912 empezó a trabajar como periodista en el diario La Razón y como crítico teatral en Nosotros, una conocida publicación literaria, llevado por Alfredo A. Bianchi, que era director de la misma con Roberto F. Giusti, quien lo había oído en el  café "Los Inmortales" hablando sobre la música de Beethoven, la poesía de  Maeterlinck y los dramas de Georges de Porto Riche. En la célebre revista de publicó sus primeros versos y sus  comentarios sobre teatro y arte 

## Obra teatral y tanguera
De 1915 es su primera obra teatral escrita en colaboración con Luis Rodríguez Acasuso, pero firmada con los seudónimos de Lasalle y Del Campo, titulada El señor que hace como si fuera intendente que, estrenada en el Teatro Nuevo produjo un gran escándalo fue prohibida por la censura municipal. 
El 15 de septiembre de 1916 durante la función benéfica de Angelina Pagano en el Teatro Buenos Aires se estrenó, justamente con su pieza corta La copa de cristal su obra La túnica de fuego en tres actos en la que trata, con influencias de Georges de Porto Riche, sobre el amor y la pasión, pero no tuvo buena acogida. 
Tampoco la tuvo con la obra Jesús y los barbados estrenada el 9 de agosto de 1918 en el Teatro Nacional por la compañía de Luis Vittone y Segundo Pomar, un melodrama que tocaba constantemente las truculencias del gran guiñol que tenía como trasfondo la invasión de los alemanes a Bélgica.
El 12 de mayo de 1920 en el teatro Ópera de Buenos Aires la compañía Vittone-Pomar estrenó el sainete Delikatessen Hauss (Bar alemán), que había escrito en colaboración con Alberto T. Weisbach. Al finalizar la función y luego de los silbidos y golpes que denotaban la mala recepción en el público, Linnig salió al escenario y dijo: "A los que aplauden les rindo mi agradecimiento y a los que me silban los califico de imbéciles". Linnig debió salir disfrazado el teatro para evitar a los espectadores lo esperaban en la calle.
Pero aquella representación trajo a Linnig además del acíbar de las críticas, las mieles del triunfo. Junto con la obra se estrenó en la voz de María Esther Podestá el tango Milonguita escrito con versos de Linnig y música de Enrique Pedro Delfino. El título alude a la voz lunfarda  "milonga" que designa tanto a una danza de origen afroamericano que se baila en los países rioplatenses como al salón donde se baila y, por extensión tal como lo utiliza Linning en el caso, a la mujer que baila, en especial la que lo hace en un cabaret.
En una de las estrofas Linnig retrata a la Milonguita:
Estercita

hoy te llaman Milonguita, 

flor de noche y de placer, 

flor de lujo y cabaret. 
Esa noche el tango tuvo tan gran suceso que brindó al autor una popularidad que hasta ese momento no tenía. Linnig reincidió en otra obra, La dama del Plaza Hotel, estrenada en el Teatro Buenos Aires el 13 de septiembre de 1920, por la compañía de Enrique Muiño y Elías Alippi pero también sin fortuna.
Estimulado por el éxito de Milonguita Linnig escribió un sainete con ese nombre narrando la historia de Esthercita Torres que fue estrenado el 25 de agosto de 1922 por la compañía de Pascual Esteban Carcavallo. Se repitió la mala recepción del público respecto de la obra pero, afortunadamente para Linnig, también se repitió el éxito del tango que había compuesto para la misma que, en este caso era Melenita de oro con música de Carlos Vicente Geroni Flores, cuya historia transcurre una noche de Carnaval y de amor:
Cómo se llama mi Pierrot dormido

te pregunté, y abriendo tú los ojos,

en mis brazos, mimosa respondiste: 

"a mí me llaman Melenita de oro." 
No tuvo fortuna Maison Ristorini (Masajes y postizos) estrenada el 16 de agosto de 1924 en el Teatro Maipo por Pierina Dealessi y Carlos Morganti. El 10 de junio de 1925 en el Teatro Nacional se estrenó su última obra, el sainete Puente Alsina, del que se ha destacado su colorido, la descripción de sus tipos y una construcción precisa que Linnig no había conseguido anteriormente. En la obra  Manolita Poli estrenó el tango Campana de plata cuyos primeros versos dicen:
¡La furca y un grito! . . . El barrio que duerme. 

Y sangra en su daga la luz de un farol. . . 

después tu silbido, maleva canyengue, 

campana de plata del taita ladrón.

## Su personalidad
Linnig fue una figura peculiar del ambiente nocturno de Buenos Aires. Rubio, muy atildado en el vestir, siempre con bastón y guantes blancos. Un hombre de refinada cultura y, al mismo tiempo, conocedor del lunfardo, querido en el ambiente teatral por su gran simpatía y por la valiente labor gremial que tuvo durante la huelga de 1921. Su pasión por el juego y por las mujeres fue otro de sus rasgos característicos. 
Falleció el 16 de octubre de 1925 en el Hospital Español de Buenos Aires adonde había sido llevado con una elevada fiebre. Nunca se había casado y dejó un hijo.